# Can Dalmau (Cabrils)
Can Dalmau és una masia de Cabrils (Maresme).

## Descripció
Masia de planta rectangular, coberta de teules a dues vessants amb el carener paral·lel a la façana. Consta de planta baixa i dos pisos. Portal amb arc de punt rodó amb els muntants de granit. Rellotge de sol amb la data de 1750.
Un pòrtic, de coberta plana i factura moderna, s'aixeca damunt l'entrada principal.
Un annex lateral dret s'afegeix a l'estructura del mas. En canvi a l'esquerra hi ha una altra edificació amb maó vist que fa les funcions de corral i magatzem.
Té un pou d'aigua. Davant la façana hi ha una caseta d'obra que regula el funcionament del pou.